# Ischaemum tumidum
Ischaemum tumidum är en gräsart som beskrevs av Otto Stapf och Norman Loftus Bor. Ischaemum tumidum ingår i släktet Ischaemum och familjen gräs. Inga underarter finns listade i Catalogue of Life.